# St. Peter und Paul (Oberschwarzach)

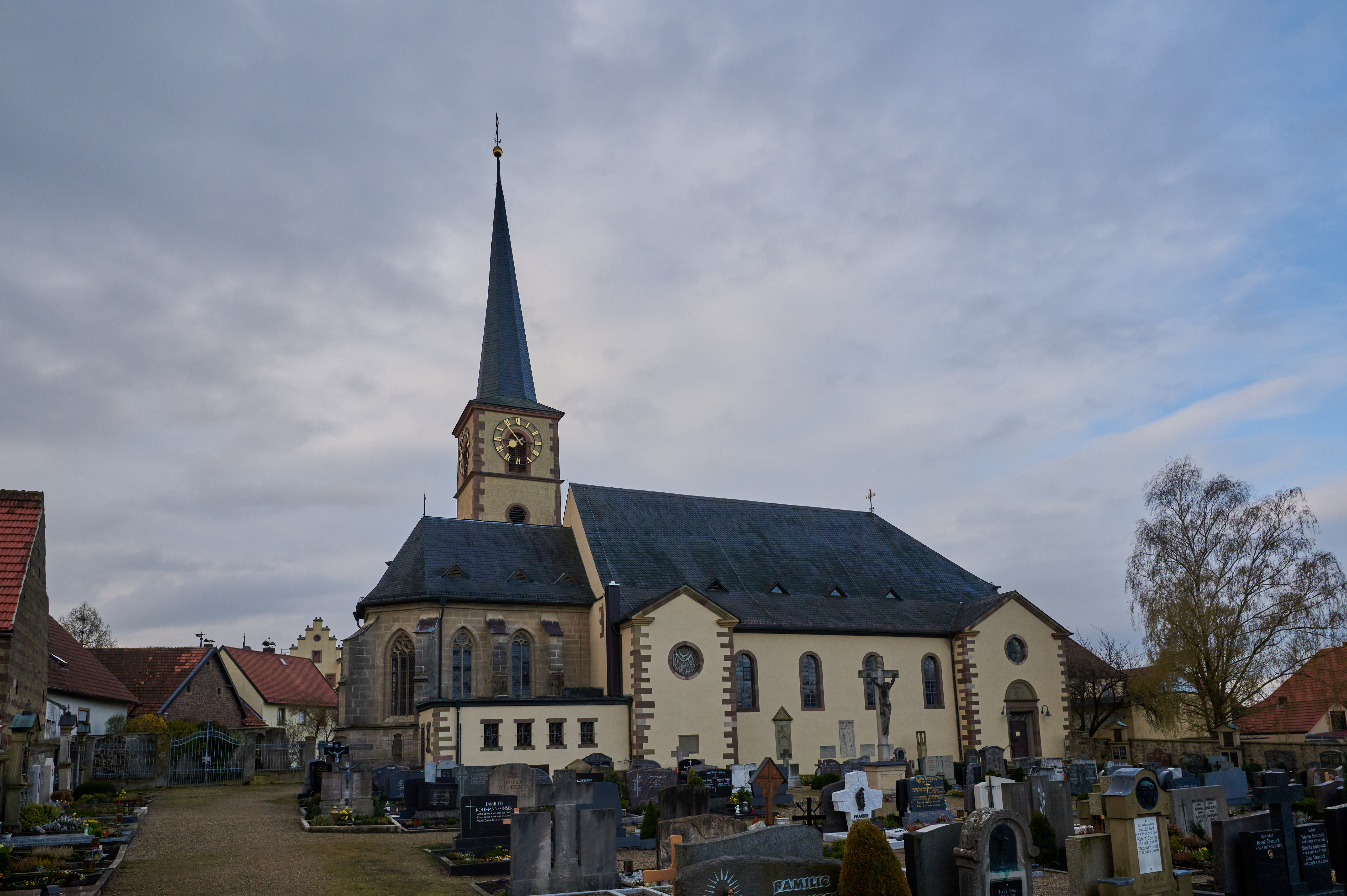
St. Peter und Paul in Oberschwarzach

Die römisch-katholische, denkmalgeschützte Pfarrkirche St. Peter und Paul steht in Oberschwarzach, einem Markt im Landkreis Schweinfurt (Unterfranken, Bayern). Das Bauwerk ist unter der Denkmalnummer D-6-78-164-11 als Baudenkmal in der Bayerischen Denkmalliste eingetragen. Die Pfarrei ist der Pfarreiengemeinschaft St. Franziskus am Steigerwald (Gerolzhofen) zugeordnet, die seit dem 1. Oktober 2021 zum neuen Dekanat Schweinfurt des Bistums Würzburg gehört.

## Beschreibung
Das Langhaus der dreischiffigen Hallenkirche wurde 1947 gebaut. Sowohl im Osten als auch im Westen sind kurze Querschiffe eingefügt. Der eingezogene, polygonal geschlossene Chor, der von Strebepfeilern gestützt wird, stammt im Kern von 1478. Er wurde 1602 überarbeitet. An seiner Südwand steht ein im Kern spätgotischer Chorflankenturm, dessen oberstes Geschoss die Turmuhr und den Glockenstuhl für die fünf Kirchenglocken beherbergt und mit einem achtseitigen, schiefergedeckten Knickhelm bedeckt ist. Zur Kirchenausstattung gehören der Hochaltar von 1726 und die um 1720 aufgestellte Kanzel. Die beiden Orgeln hat 1954 Michael Weise gebaut. Die Hauptorgel hat 45 Register, drei Manuale und Pedal. Die Chororgel hat 12 Register, ein Manual und Pedal. Die Immaculata im Chorbogen wird Johann Wolfgang van der Auvera zugeschrieben.